# 튀르키예 여자 배구 리그
튀르키예 여자 배구 리그(튀르키예어: Türkiye Kadınlar Voleybol 1. Ligi)는 튀르키예의 최상위 프로 여자 배구 리그이다. 1983-84 시즌 첫 개막하였으며, 튀르키예 배구 연맹이 주관한다. 리그에는 12개 팀이 참가하고 있다.

## 구단
| 팀명              | 연고지   | 감독              | 주장               |
| ----------------- | -------- | ----------------- | ------------------ |
| 아이든 BBSK       | 아이든   |                   |                    |
| 베식타슈 JK       | 이스탄불 |                   |                    |
| 베이릭뒤쥐 SK     | 이스탄불 |                   |                    |
| 엑자시바시 비트라 | 이스탄불 | 페르하트 아크바쉬 | 티야나 보슈코비치  |
| 페네르바흐체 오펫 | 이스탄불 | 조란 테르지치     | 에다 에르뎀 뒨다르 |
| 갈라타사라이      | 이스탄불 |                   |                    |
| 깔라욜라르 SK     | 앙카라   |                   |                    |
| 닐뤼페르 BSK      | 부르사   |                   |                    |
| PTT SK            | 앙카라   |                   |                    |
| THY SK            | 이스탄불 |                   |                    |
| 바키프방크        | 이스탄불 | 지오바니 구이데티 |                    |
| 예쉴위르트 SK     | 말라티아 |                   |                    |

## 챔피언
- 1983–84 엑자시바시
- 1984–85 엑자시바시
- 1985–86 엑자시바시
- 1986–87 엑자시바시
- 1987–88 엑자시바시
- 1988–89 엑자시바시
- 1989–90 Emlak Bankası
- 1990–91 Emlak Bankası
- 1991–92 바키프방크
- 1992–93 바키프방크
- 1993–94 엑자시바시
- 1994–95 엑자시바시
- 1995–96 Emlak Bankası
- 1996–97 바키프방크
- 1997–98 바키프방크
- 1998–99 엑자시바시
- 1999–00 엑자시바시
- 2000–01 엑자시바시
- 2001–02 엑자시바시
- 2002–03 엑자시바시
- 2003–04 바키프방크
- 2004–05 바키프방크
- 2005–06 엑자시바시
- 2006–07 엑자시바시
- 2007–08 엑자시바시 젠티바
- 2008–09 페네르바흐체 아즈바뎀
- 2009–10 페네르바흐체 아즈바뎀
- 2010–11 페네르바흐체 아즈바뎀
- 2011–12 엑자시바시 비트라
- 2012–13 바키프방크
- 2013–14 바키프방크
- 2014–15 페네르바흐체 그룬디히
- 2015–16 바키프방크
- 2016–17 페네르바흐체
- 2017–18 바키프방크
- 2018–19 바키프방크
- 2019–20 취소
- 2020–21 바키프방크
- 2021–22 바키프방크
- 2022–23 페네르바흐체

## 같이 보기
- 튀르키예 여자 배구 슈퍼 컵